# Обкирхер, Натали
Натали Обкирхер (нем. Natalie Obkircher; 7 февраля 1971, Гельдерн, Северный Рейн-Вестфалия) — итальянская саночница немецкого происхождения, выступавшая за сборную Италии с 1990 года по 2003-й. Участница четырёх зимних Олимпийских игр, многократная призёрша мировых первенств, чемпионка Европы в составе смешанной команды по санному спорту.

## Биография
Натали Обкирхер родилась 7 февраля 1971 года в городе Гельдерн, федеральная земля Северный Рейн-Вестфалия. Активно заниматься санным спортом начала в возрасте девяти лет, в 1990 году прошла отбор в национальную сборную и стала принимать участие в различных международных соревнованиях. Молодая спортсменка сразу же начала показывать неплохие результаты, так, уже на дебютном чемпионате мира, проходившем в австрийском Иглсе, взяла бронзу в программе смешанных команд, а годом спустя выиграла бронзу на мировом первенстве в немецком Винтерберге. Благодаря череде удачных выступлений удостоилась права защищать честь страны на зимних Олимпийских играх 1992 года в Альбервиле, однако заняла там только девятнадцатое место.
В женском одиночном разряде Обкирхер не показывала выдающиеся результаты, но в составе смешанной итальянской команды получила довольно много титулов и наград. На чемпионате мира 1993 года в канадском Калгари взяла очередную бронзу, через год на европейском первенстве в немецком Кёнигсзее взошла на верхнюю ступень пьедестала, став чемпионкой Европы по санному спорту. Ездила соревноваться на Олимпиаду 1994 года в Лиллехаммер, финишировала там пятой, и этот результат остался лучшим её достижением на Олимпийских играх. В следующем году пополнила медальную коллекцию серебром мирового первенства, ещё через год добавила в послужной список две бронзовые медали с первенств мира и Европы.
На чемпионате мира 1997 года в Иглсе вновь была бронзовой призёршей программы смешанных команд, тогда как на чемпионате Европы 1998 года в немецком Оберхофе удостоилась серебра. Принимала участие в заездах Олимпийских игр в Нагано, но выступила значительно хуже предыдущего раза, сумев добраться лишь до двенадцатой позиции. В 2000 году на европейском первенстве в Винтерберге завоевала последнюю свою медаль высочайшего уровня, заняв со смешанной командой третье место. На чемпионате мира 2001 года в Калгари пришла к финишу семнадцатой среди одиночек и была четвёртой в эстафете, а по окончании всех кубковых этапов расположилась в мировом рейтинге сильнейших саночниц на шестнадцатой строке.
В 2002 году поехала выступать на зимней Олимпиаде в Солт-Лейк-Сити, без проблем прошла квалификацию и планировала побороться здесь за медали, однако в итоге добралась только до семнадцатой позиции. Этот год окончила одиннадцатым местом европейского первенства в немецком Альтенберге, а следующий сезон 2002/03 оказался для неё последним, она заняла пятое и одиннадцатое места на чемпионате мира в латвийской Сигулде в одиночках и эстафете соответственно, тогда как в общем зачёте Кубка мира разместилась на двенадцатой строке. Сразу после окончания этих стартов Натали Обкирхер приняла решение завершить карьеру профессиональной спортсменки, уступив место молодым итальянским саночницам. Ныне вместе с семьёй проживает в городе Нова-Леванте, где работает администратором местного лесничества. В свободное время любит читать и кататься на горном велосипеде.